# Batalla d'Alacant
La batalla d'Alacant fou un enfrontament armats que es produí a Alacant en el context de la Guerra del Francés (1808-1814).

## Antecedents
Louis-Pierre Montbrun estava destinat al setge de València amb dues divisions d'infanteria i una de cavalleria de l'exèrcit d'Auguste Marmont, totalitzant 5.000 homes, 800 genets i 5 peces d'artilleria, però, arribant a Almansa l'11 de gener, va arribar massa tard per ajudar Gabriel Suchet i per interceptar a Nicolás de Mahy en la seva retirada, una de les dues divisions d'infanteria es va quedar a la rereguarda per protegir i avanç a Alacant amb les dues restants.

## Batalla
El 16 de gener de 1812, els soldats francesos es desplegaren per l'Altossano prenent l'església i el Convent dels Àngels. Després d'encerclar la ciutat i un intercanvi d'artilleria entre els defensors del castell de Santa Bàrbara i l'artilleria del turó dels àngels, els francesos, que havien subestimat les defenses d'Alacant, es van retirar.

## Conseqüències
Louis-Pierre Montbrun va tornar a Toledo i tampoc va arribar a temps de socórrer el Setge de Ciudad Rodrigo. El desembre de 1811, Napoleó va cridar a França per preparar la campanya de Rússia els 12.000 homes de la Guàrdia Imperial i els 8.000 homes dels regiments polonesos, les millors tropes a la campanya espanyola.